# Таканохана Кодзи
Таканохана (II) Кодзи (яп. 貴乃花 光司 Таканохана Ко:дзи), настоящее имя Кодзи Ханада, род. 12 августа 1972 года, в Токио — бывший борец профессионального сумо, 65-й ёкодзуна в истории. С его отставкой на много лет, до 2017 года, не стало ёкодзун - японцев. Начинал карьеру как Такаханада. Стал одним из наиболее успешных ёкодзун за всё время существования сумо, 22 раза выиграв главный трофей — Императорский кубок (на конец 2012 года — шестой результат в истории). Был крайне популярен.
Таканохана закончил карьеру в январе 2003 года после длительного, вызывавшего критику, отсутствия из-за незалеченных травм.

## Тренерская карьера
В знак особых заслуг Таканохана получил именную тренерскую лицензию, то есть особое право сохранить за собой борцовское имя после отставки. Впоследствии он возглавил школу Таканохана-бэя. Первый кубок среди его учеников был завоёван в 4-й по значимости лиге сандаммэ монголом-«варягом» Таканоивой Ёсимори в 2009 году. Тот же Таканоива являлся единственным сэкитори его школы по состоянию на май 2014 (маэгасира №12). В январе 2013 года Таканоива победил и в дивизоне дзюрё. В сандаммэ побеждали также Такатоси, Такагэппо и Ватанабэ; в 5-м дивизионе дзёнидан побеждал Ватанабэ.
Осенью 2018 года после отставки Таканоханы его школа была закрыта, а борцы перешли в школу Тиганоура, возглавляемую бывшим комусуби Такамисуги.

## Работа в Ассоциации сумо
По состоянию на август 2010 года Таканохана являлся главой судейского комитета Ассоциации. Считаясь неформальным лидером молодых сил среди функционеров Ассоциации, он имел свои взгляды на перспективы развития профессионального сумо и серьёзные карьерные амбиции. Он активно отстаивал свои взгляды и намерения (в том числе и стремление быть избранным главой Ассоциации), что приводило к интригам и активному противостоянию со стороны его противников.
Осенью 2018 года Таканохана покинул Ассоциацию сумо из-за несогласия с решением совета директоров Ассоциации, обязывавшем все школы бывшего итимона (объединения школ) Таканохана примкнуть к одному из пяти других итимонов.

## Семья

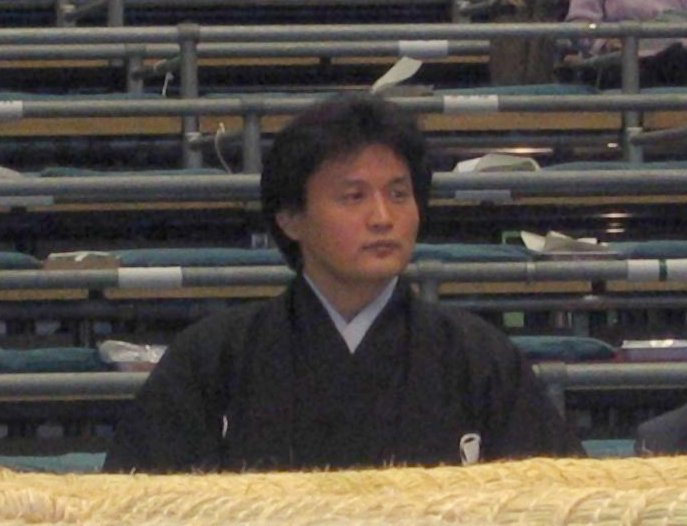
Ояката Таканохана — судья (симпан). Осака, 2005 г.

Семья Ханада знаменита в мире сумо — его дядя, Ваканохана (I), и старший брат Ваканохана (III) тоже достигли звания ёкодзуна, а отец Таканохана Кэнси носил звание одзэки. В 1992 году был помолвлен со знаменитой актрисой Риэ Миядзавой. Помолвка вскоре расстроилась. Как утверждается, родители борца и Ассоциация решили, что актриса не собиралась становиться хорошей оками-сан (женой главы школы), то есть, не захотела завершить карьеру и целиком посвятить себя организационной и публичной деятельности в интересах школы.
В мае 1995 года Таканохана женился на телеведущей Кэйко Коно, которая старше его на 8 лет. У них сын и две дочери.

## Интересные факты
- Выиграл свой первый императорский кубок, будучи несовершеннолетним (до 21 года). По этой причине на традиционном празднике из победного кубка ему пришлось пить не сакэ, как принято, а чай.
- Поражение от молодого Такаханада было последним толчком, побудившим другого легендарного ёкодзуну Тиенофудзи к отставке [10]
- В январе 1992 года стал первым борцом, выигравшим турнир и получившим по его итогам все три специальных приза. С тех пор этот результат был повторён всего лишь лишь два раза — в июле 1999 года его добился Дэдзима, а в марте 2024 года - Такэруфудзи.
- Майское басё 2001 года — свой последний кубок в сумо — Таканохана выиграл, выступая в конце турнира с травмой правого колена и одолев своего противника Мусасимару в дополнительном раунде[11]. Из-за травмы колена ему пришлось пропустить последующие турниры[12].
- Новость РБК о поединке Таканоханы и Мусасимару на майском басё 2001 года стала интернет-мемом: спортивный комментатор агентства РБК Александр Хорлин, пытаясь прочитать новость, неоднократно начинал смеяться и не смог с первого раза выговорить все имена и термины.
- По состоянию на март 2017 года обладатель 6 места в сумо по количеству выигранных басё весит лишь 80 кг.

## Результаты с дебюта в макуути
| Год в сумо | Январь Хацу басё, Токио        | Март Хару басё, Осака         | Май Нацу басё, Токио          | Июль Нагоя басё, Нагоя        | Сентябрь Аки басё, Токио      | Ноябрь Кюсю басё, Фукуока     |
| --- | ------------------------------ | ----------------------------- | ----------------------------- | ----------------------------- | ----------------------------- | ----------------------------- |
| 1990 | x                              | x                             | Маэгасира #14 востока 4–11    | (Дзюрё)                       | (Дзюрё)                       | Маэгасира #12 запада 8–7      |
| 1991 | Маэгасира #9 запада 6–9        | Маэгасира #13 востока 12–3 ТД | Маэгасира #1 запада 9–6 В★    | Комусуби запада 11–4 ТВ       | Сэкивакэ запада 7–8           | Маэгасира #1 востока 7–8      |
| 1992 | Маэгасира #2 востока 14–1 ТВД  | Сэкивакэ запада 5–10          | Маэгасира #2 запада 9–6       | Комусуби востока 8–7          | Комусуби запада 14–1 В        | Сэкивакэ запада 10–5          |
| 1993 | Сэкивакэ востока 11–4          | Одзэки востока 11–4           | Одзэки востока 14–1           | Одзэки востока 13–2–P         | Одзэки востока 12–3           | Одзэки востока 7–8            |
| 1994 | Одзэки запада 14–1             | Одзэки востока 11–4           | Одзэки запада 14–1            | Одзэки востока 11–4           | Одзэки запада 15–0            | Одзэки востока 15–0           |
| 1995 | Ёкодзуна востока 13–2–P        | Ёкодзуна востока 13–2         | Ёкодзуна запада 14–1          | Ёкодзуна востока 13–2         | Ёкодзуна востока 15–0         | Ёкодзуна востока 12–3–P       |
| 1996 | Ёкодзуна востока 14–1–P        | Ёкодзуна востока 14–1         | Ёкодзуна востока 14–1         | Ёкодзуна востока 13–2         | Ёкодзуна востока 15–0         | Пропустил из-за травмы 0–0–15 |
| 1997 | Ёкодзуна запада 13–2           | Ёкодзуна востока 12–3–PP      | Ёкодзуна востока 13–2–P       | Ёкодзуна востока 13–2         | Ёкодзуна востока 13–2–P       | Ёкодзуна востока 14–1–P       |
| 1998 | Ёкодзуна востока 8–5–2         | Ёкодзуна запада 1–4–10        | Ёкодзуна запада 10–5          | Ёкодзуна запада 14–1          | Ёкодзуна востока 13–2         | Ёкодзуна востока 12–3         |
| 1999 | Ёкодзуна востока 8–7           | Ёкодзуна запада 8–3–4         | Пропустил из-за травмы 0–0–15 | Ёкодзуна запада 9–6           | Ёкодзуна востока 0–3–12       | Ёкодзуна запада 11–4          |
| 2000 | Ёкодзуна запада 12–3           | Ёкодзуна востока 11–4         | Ёкодзуна запада 13–2          | Ёкодзуна запада 5–3–7         | Пропустил из-за травмы 0–0–15 | Ёкодзуна востока 11–4         |
| 2001 | Ёкодзуна востока 14–1–P        | Ёкодзуна востока 12–3         | Ёкодзуна востока 13–2–P       | Пропустил из-за травмы 0–0–15 | Пропустил из-за травмы 0–0–15 | Пропустил из-за травмы 0–0–15 |
| 2002 | Пропустил из-за травмы 0–0–15  | Пропустил из-за травмы 0–0–15 | Пропустил из-за травмы 0–0–15 | Пропустил из-за травмы 0–0–15 | Ёкодзуна запада 12–3          | Пропустил из-за травмы 0–0–15 |
| 2003 | Ёкодзуна запада Отставка 4–4–7 | x                             | x                             | x                             | x                             | x                             |
| Результат приведен как победил-проиграл-снялся Победа Малый кубок Отставка Не выступал в макуути Специальные призы: Д=За боевой дух (Канто-сё); В=За выдающееся выступление (Сюкун-сё); Т=За техническое совершество (Гино-сё) Ещё показаны: ★=Кимбоси; P=Участие в дополнительном финале Лиги: Макуути — Дзюрё — Макусита — Сандаммэ — Дзёнидан — Дзёнокути Ранги макуути: Ёкодзуна — Одзэки — Сэкивакэ — Комусуби — Маэгасира |                                |                               |                               |                               |                               |                               |